# Oddington (Gloucestershire)
Oddington – civil parish w Anglii, w hrabstwie Gloucestershire, w dystrykcie Cotswold. Składa się z dwóch wsi: Lower Oddington i Upper Oddington. W 2011 roku civil parish liczyła 417 mieszkańców. Oddington jest wspomniana w Domesday Book (1086) jako Otintune.